# Fountainea phidile
Fountainea phidile är en fjärilsart som beskrevs av Charles Andreas Geyer 1834/37. Fountainea phidile ingår i släktet Fountainea och familjen praktfjärilar. Inga underarter finns listade i Catalogue of Life.